# Hyalophora winonah
Hyalophora winonah är en fjärilsart som beskrevs av Brodie 1894. Hyalophora winonah ingår i släktet Hyalophora och familjen påfågelsspinnare. Inga underarter finns listade i Catalogue of Life.